# Westbaltische Hügelgräberkultur

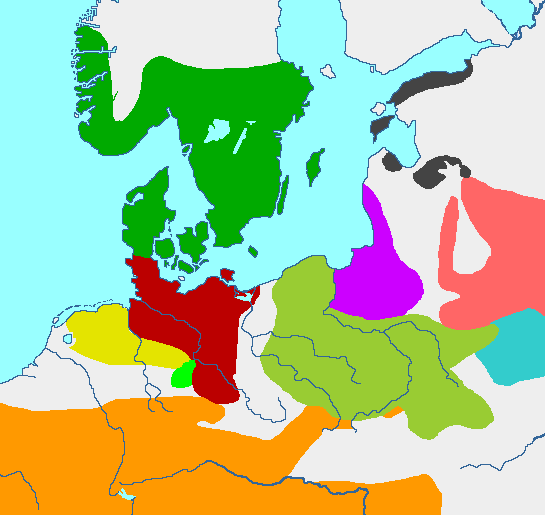
Frühe Eisenzeit in Mitteleuropa
Westbaltische Hügelgräberkultur
Pommerellische Gesichtsurnenkultur
Strichkeramik-Kultur
Milograd-Kultur
Frühe nordische Eisenzeit
Jastorfkultur
Harpstedt-Nienburger Gruppe
La Tène-Kultur
Hausurnenkultur
Frühe estnische Eisenzeit

Die Westbaltische Hügelgräberkultur war eine Kultur der frühen Eisenzeit im Gebiet des heutigen nordöstlichen Polens, des Kaliningrader Gebiets sowie eines kleinen Teils des westlichen Litauens und des nordwestlichen Belarus.

## Verbreitungsgebiet
Sie umfasste das Gebiet vom Ermland bis zur Memel-Mündung bzw. bis ins nördliche Masowien.
Ab ca. 450 v. Chr. können unterschieden werden:
- die Westmasurische Gruppe
- die Ostmasurische Gruppe
- die Nordmasurische Gruppe
- die Samland-Gruppe
- die Memel-Gruppe.

Die Westbaltische Hügelgräberkultur grenzte im Westen an die Lausitzer Kultur und die nachfolgende Pommerellische Gesichtsurnenkultur und im Osten an die Strichkeramik-Kultur.
Siedlungen in preußischen Orten Lyck, Lötzen, Goldap, Angerburg, jetzt Polnisch Ełk, Giżycko, Gołdap, Węgorzewo, Tulewo, Czarne (Powiat Pisk), Mardaki, Kretowiny (Powiat Ostród). Wichtige Fundorte von Hügelgräbern sind im Memelgebiet, Litauen Šernų (Rajongemeinde Klaipėda), Ėgliškių und Kurmaičių (Rajongemeinde Kretinga).

## Chronologie
Die Westbaltische Hügelgräberkultur folgte auf die spätbronzezeitliche Phase der Rzucewo-Kultur und die Ermländisch-Masurische Gruppe der Lausitzer Kultur
Es können unterteilt werden:
- Phase I: ca. 600 – 450 v. Chr. (Hallstatt D)
- Phase II: ca. 450 – 350 v. Chr. (frühe La Tène)
- Phase III: ca. 350 – 100 v. Chr. (mittlere La Tène)
- Phase IV: ca. 100 – 50 v. Chr. (späte La Tène)

Mitte des 1. Jahrhunderts v. Chr. drängten die Oksywie-Kultur und die Nidzica-Gruppe in das Gebiet.
Im 1. Jahrhundert n. Chr. entstand die Westbaltische Kultur.

## Wirtschaft
Die Wirtschaft unterschied sich nur wenig von der der östlich benachbarten Strichkeramik-Kultur. Viehhaltung (Pferde, Rinder, Schweine, Schafe, Ziegen), Jagd und Fischfang bestimmten den Alltag, Ackerbau wurde nur auf kleinen Flächen betrieben. Erst ab ca. dem 1. Jahrhundert v. Chr. begann er eine größere Rolle zu spielen.
Hauptsächliche Materialien waren Stein (fünfeckige Steinbeile vom Lausitzer Typ), Tierknochen und Horn (Scheffel, Pfeilspitzen). Bronze (Schmuck) und Eisen wurden selten verwendet. Bei Angerburg (Tarławki, Powiat Węgorzewski) konnte eine Bronzegießerei geborgen werden. Die Keramik war unverziert, selten mit Finger- oder Nagelabdrücken.

## Siedlungen
Die Siedlungen lagen meist in geschützten Lagen, auf Hügelkuppen, Landzungen, Inseln und waren durch mit Steinen besetzte Holz-Erde-Wälle geschützt. Im Abstand von 2 bis 3 km von befestigten Siedlungen befanden sich manchmal auch ungeschützte Siedlungen mit weniger Inventar, möglicherweise für begrenzte Zeiträume (Viehhaltung, Ernte, Fischfang). Die Häuser waren ebenerdig mit Holzpfostenkonstruktionen errichtet. Auf morastigem Untergrund oder in flachen Gewässern wurden mitunter auch Häuser auf hölzernen Plattformen errichtet. Diese Bauweise war nach 450 v. Chr. weit verbreitet (Ełk, Gołdap, Węgorzewo).

## Bestattungskultur
In Hügelgräbern wurde Leichenbrand bestattet. Diese waren von ein, zwei oder drei Steinkreisen umgeben. Begraben wurde teilweise in Steinkisten. In späteren Phasen lagen mehrere Personen in einem Hügelgrab. In Masowien gab es Hügelgräberfelder, die mit Steinen in ovaler, rechteckiger oder amorpher Form bedeckt waren. Grabbeigaben gab es kaum.